# Johann Michael Seligmann

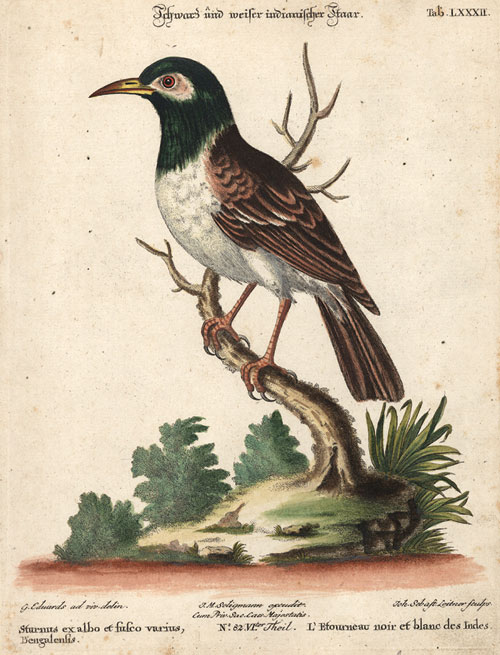
Schwarz und weiser indianischer Staar. Seligmanns Nachdruck einer Radierung aus George Edwards A Natural History of Birds. Imprint (lat.): „G.Eduards ad viv. delin. J.M.Seligmann ejcaidit. Joh. Sebast.Leitner sculps.“

Johann Michael Seligmann (* 1720; † 1762) war ein deutscher Illustrator und Kunsthändler in Nürnberg. Seine Ausbildung als Zeichner und Kupferstecher erhielt er an der Nürnberger Malerakademie. 1744 wurde er nach Rom und von dort nach Sankt Petersburg berufen, kehrte aber später nach Nürnberg zurück. Bekannt wurde er insbesondere durch seine Illustrationen naturwissenschaftlicher Werke, darunter auch medizinischer Kupferstiche und dem als Sammlung verschiedener ausländischer und seltener Vögel übersetzten Werk A Natural History of Birds von George Edwards und Mark Catesby, Zeichnungen zahlreicher Mineralien und den Illustrationen zur Opera botanica von Conrad Gessner (1751). Viele der von ihm angefertigten Platten tragen die Initialen JMS.